# Duguetia elliptica
Duguetia elliptica é uma espécie de magnólia. Foi descrito pela primeira vez por Robert Elias Fries .  Duguetia elliptica pertence ao gênero Duguetia, e à família Annonaceae.

## Morfologia
A espécie é um arbusto ou árvore terrícola, caracterizada por ramos jovens com pilosidade de tricomas lepidotos. As folhas possuem lâminas elípticas, glabras na face adaxial e esparsamente cobertas por tricomas lepidotos na face abaxial, com base aguda, obtusa ou atenuada e ápice acuminado. Apresenta inflorescências paucifloras. As flores têm botões florais ovoides, mas características como cor, conação e forma das sépalas e pétalas, além da cor dos estames, são desconhecidas. Os frutos são globosos, de coloração marrom, amarelada ou esverdeada, sem colar basal, e densamente cobertos por tricomas lepidotos.

## Ocorrência
A espécie é nativa e endêmica do Brasil, com ocorrência confirmada no estado do Amazonas, na região Norte. Está associada ao domínio fitogeográfico da Amazônia, habitando áreas de Savana Amazônica.